# Opernwelt
Opernwelt ist eine internationale Fachzeitschrift für Musiktheater, die monatlich in Der Theaterverlag – Friedrich Berlin GmbH erscheint. Die Auflage liegt bei 10.000 Exemplaren, die Reichweite bei etwa 20.000 Lesern. Zusätzlich wird jeweils im Oktober ein Jahrbuch herausgegeben. Viele der namhaftesten Musikkritiker des deutschen Sprachraums schreiben für Opernwelt, regelmäßig erscheinen auch Artikel fremdsprachiger Autoren. 
Jedes Jahr veranstaltet Opernwelt eine internationale Umfrage unter fünfzig Opernkritikern und veröffentlicht auf dieser Basis im Herbst die für die zurückliegende Spielzeit als „Opernhaus des Jahres“, „Aufführung des Jahres“, „Sänger/-in des Jahres“ usw. ausgezeichneten Ensembles, Künstler und Produktionen.

## Geschichte
Die Zeitschrift erschien erstmals 1960 im Deutschen Opern-Verlag, den sechs opernbegeisterte junge Männer extra zu diesem Zweck gegründet hatten. Schwerpunkt der ersten Ausgabe waren die Salzburger und die Bayreuther Festspiele. Erster Chefredakteur war Otto-Erich Schilling, davor Musikkritiker der Stuttgarter Zeitung und später Leiter der Opernabteilung des Süddeutschen Rundfunks. Ab Oktober 1963 erschien Opernwelt im Friedrich Verlag in Velber. Von 1964 bis 1971 war Hans Otto Spingel Chefredakteur, ihm folgte der ungarische Musikwissenschaftler Imre Fábián in Zusammenarbeit mit Gerhard Persché. 1982–1993, als der Friedrich-Verlag mit dem Schweizer Verlag Orell Füssli kooperierte, war der Sitz der Redaktion Zürich. 1994 wurde die Redaktion nach Berlin geholt. Bis 1996 war Thomas Voigt Redakteur, ab 1996 leiteten Bernd Feuchtner und Stephan Mösch die Zeitschrift. 1997 wurde der Friedrich Berlin Verlag, der außerdem die Zeitschriften Theater heute, Tanz und Bühnentechnische Rundschau herausgibt, aus dem Friedrich-Verlag ausgegliedert. 2004 schied Bernd Feuchtner aus, ihm folgte Albrecht Thiemann. 2013 nahm Stephan Mösch eine Professur an der Hochschule für Musik Karlsruhe an. Er bleibt weiter als Autor und Berater für die Zeitschrift tätig. An seine Stelle trat Wiebke Roloff in die Redaktion ein, die 2016 von Jürgen Otten abgelöst wurde.

## Inhaltliche Ausrichtung
Leser der Zeitschrift sind Operninteressierte und im Bereich Musiktheater Tätige. Sie enthält Berichte über wichtige aktuelle Aufführungen, Porträts von Komponisten und Musikerpersönlichkeiten, Reportagen zu Orten des Musiklebens und Themen aus Gegenwart und Geschichte der Oper. Zum Serviceteil des Magazins gehören CD-, DVD- und Buchbesprechungen und ein Kalender mit monatlichen Spielplänen deutscher und internationaler Opernhäuser. 
Die Webpräsenz von Opernwelt – in unmittelbarer Nachbarschaft der Zeitschriften Theater heute und Tanz – befindet sich auf der Website des Theaterverlags – Friedrich Berlin GmbH. In einem Archiv steht dem Nutzer eine Volltextsuche in den Ausgaben der letzten Jahre zur Verfügung.